# Берне (округ)
Берне (фр. Bernay) — округ (фр. Arrondissement) во Франции, один из округов в регионе Нормандия. Департамент округа — Эр. Супрефектура — Берне.
Население округа на 2018 год составляло 226 533 человека. Плотность населения составляет 70 чел./км². Площадь округа составляет 3 248 км².

## История
В 1876 и 1881 годах префектом округа был избран популярный в то время политик Эжен Жанвье-де-ла-Мотт.

## Состав
Кантоны округа Берне (с 1 января 2019 года):
- Берне
- Бёзвиль
- Бретёй
- Брионн
- Бур-Ашар
- Вернёй-д’Авр-э-д’Итон (частично)
- Гран-Буртрульд
- Ле-Небур (частично)
- Понт-Одеме

Кантоны округа Берне (с 1 января 2017 года по 31 декабря 2018 года):
- Берне
- Бёзвиль
- Бретёй (частично)
- Брионн
- Бур-Ашар
- Буртерульд-Энфревиль
- Конш-ан-Уш (частично)
- Понт-Одеме

Кантоны округа Берне (с 22 марта 2015 года по 31 декабря 2016 года):
- Берне
- Бёзвиль
- Бретёй (частично)
- Брионн
- Бур-Ашар
- Буртерульд-Энфревиль
- Конш-ан-Уш (частично)
- Ле-Небур (частично)
- Понт-Одеме